# Jeździec Tracki

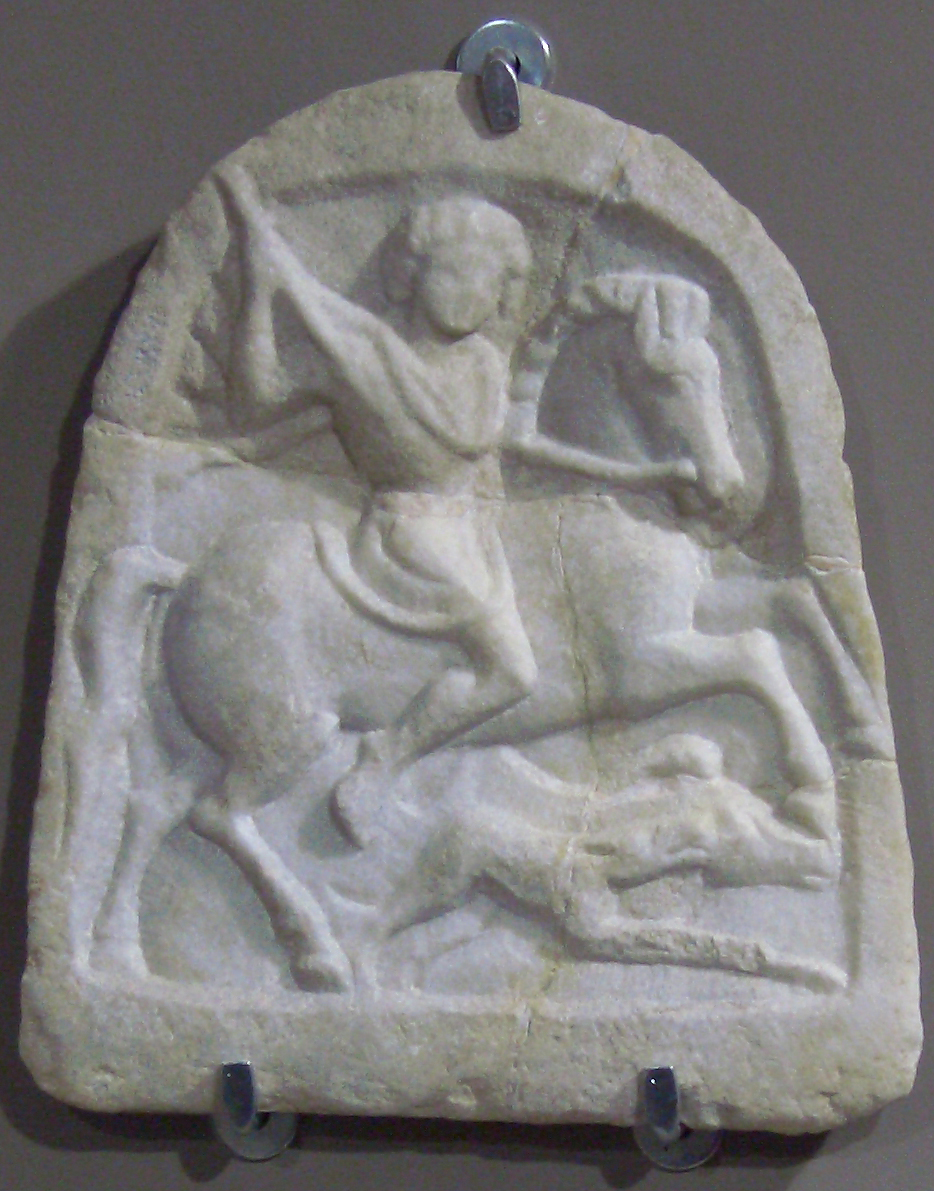
Płyta z wizerunkiem Jeźdźca trackiego

Jeździec Tracki – heros w mitologii trackiej. Jeździec ma ogólny, symboliczny charakter i nie jest personifikacją konkretnej osoby. Znaleziono ponad 1000 płyt z jego wizerunkiem. 

## Datowanie i rozpowszechnienie
Najwcześniejsze płyty z wizerunkiem Jeźdźca datowane są na II w. p.n.e. Jego kult rozpowszechnił się na ziemiach zamieszkanych przez Traków w późnej epoce hellenistycznej. 
Poza Tracją, płytki z jego wizerunkiem znajdowano także w Macedonii, Albanii czy w Rzymie. Wraz ze wzrostem popularności kultu, płytki zaczęto wykonywać jako towar masowy, przeznaczony na sprzedaż na wolnym rynku. 
Wizerunek jeźdźca był bardzo popularnym motywem w sztuce trackiej. Płyty z jego wizerunkiem to najliczniejsze i najczęściej spotykane zabytki trackie; znajdywano je w praktycznie każdej badanej trackiej osadzie.
Najpóźniejsze znane płytki przedstawiające Jeźdźca datuje się na IV w. n.e.

## Kult Jeźdźca

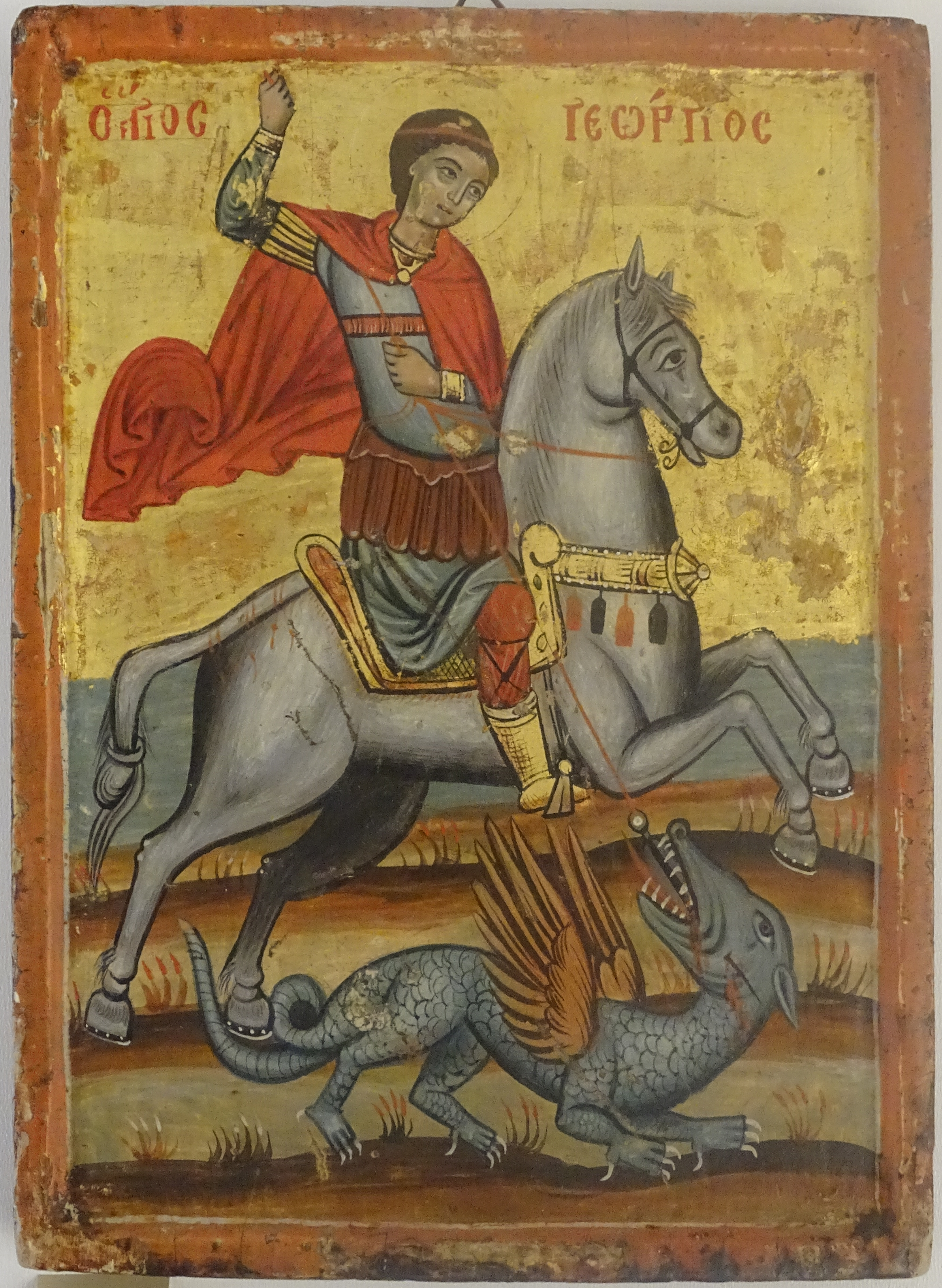
Ikona z przedstawieniem św. Jerzego

Kult jeźdźca jest związany z wiarą w życie pozagrobowe; jeździec jest konnym łowcą dusz ludzkich. Ma też obdarzać ludzi płodnością i dostatkiem. 
W mitologii trackiej wyobrażenia Jeźdźca Trackiego nie mają cech charakteryzujących konkretne bóstwo. W epoce rzymskiej kult jeźdźca był synkretyczny z kultem Apolla.
Trackie świątynie wznoszone przy źródłach leczniczych często były poświęcane właśnie Jeźdźcowi. 
Istnieje hipoteza, wedle której ślady kultu jeźdźca przeniknęły do wiary chrześcijańskiej pod postacią kultu św. Jerzego i Dymitra.

## Ikonografia i plastyka
istnieją trzy typy ikonograficznych przedstawień Jeźdźca (za Gawriłem Kacarowem): 
1. Jeździec spokojnie zmierzający ku ołtarzowi. Na tych przedstawieniach mogą występować rytualne naczynia oraz kobiety. Wśród stworzeń na tych przedstawieniach zobaczyć można węże, psy, lwy, jelenie, byki lub dziki.
2. Jeździec-łowca, na galopującym wierzchowcu. Jest to najczęstszy sposób przedstawiania Jeźdźca; towarzyszyć mu może pies, zaś łowione są jelenie lub dziki, rzadziej – lew lub byki.
3. Jeździec wracający z łowów z upolowaną zwierzyną, trzymaną w prawej ręce.

Traccy rzeźbiarze stosowali różne rozwiązania plastyczne. Obramowania płyt mają formę prostokąta lub w górnej części zamykane są łukowato. Na wielu płytach pojawiają się też inskrypcje.

## Galeria

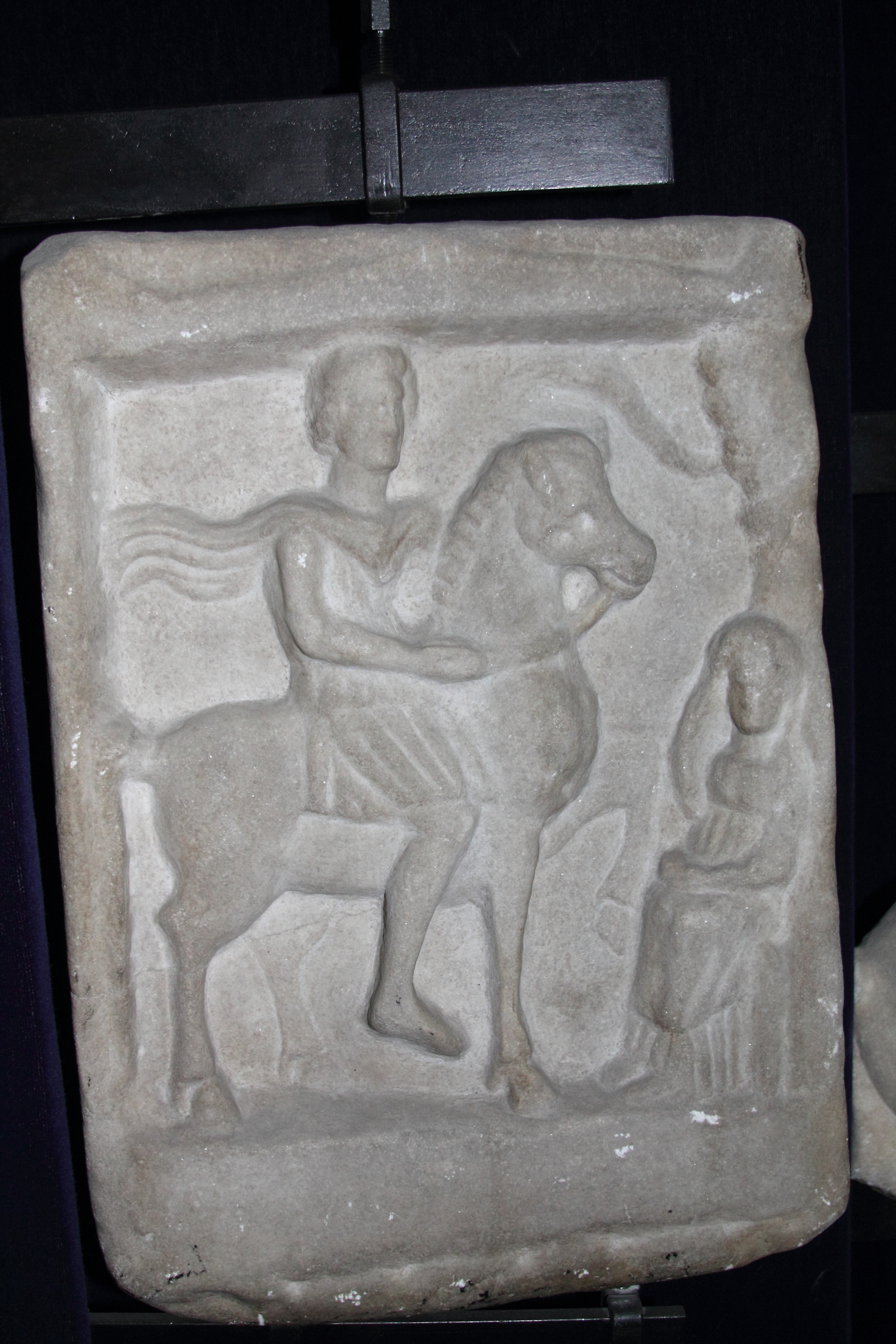
(1) Jeździec zmierzający ku ołtarzowi
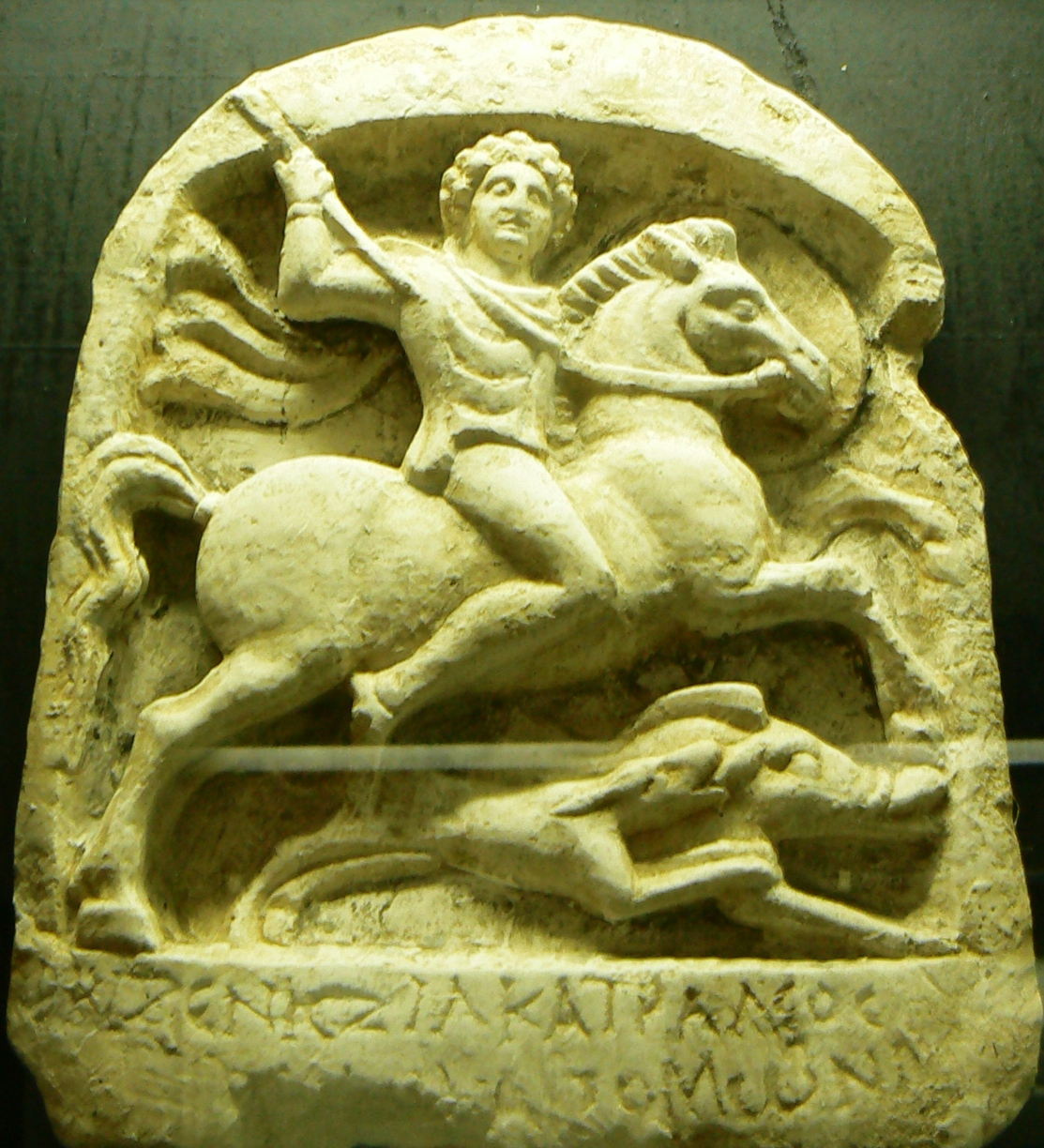
(2) Jeździec-łowca
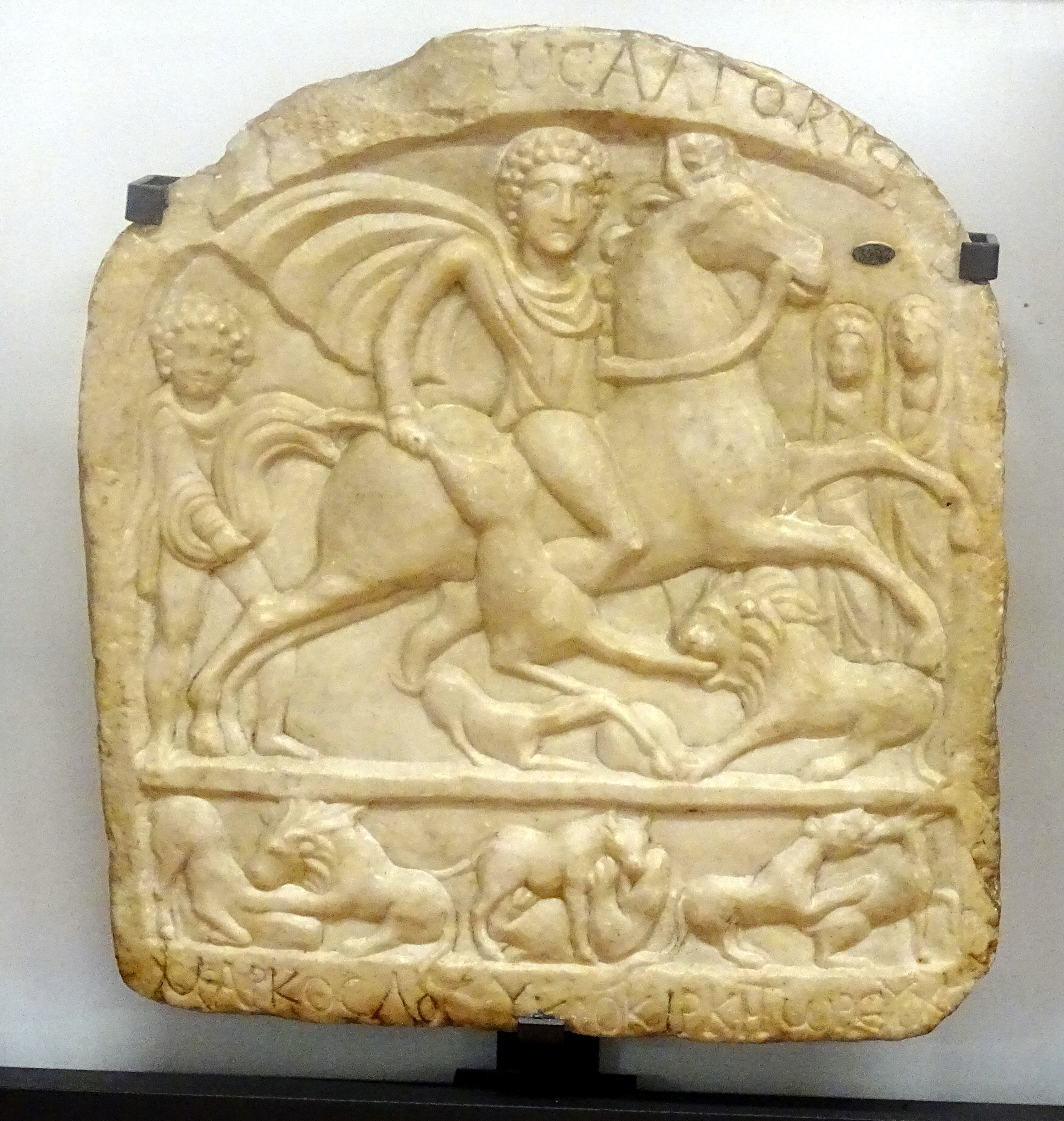
(3) Jeździec wracający z łowów